# Gwon O-young
Gwon O-young – północnokoreański zapaśnik w stylu wolnym. Mistrz Azji w 1987 roku.